# Yumiko Udo
Yumiko Udo (有働 由美子, Udō Yumiko) (née le 22 mars 1969) est une journaliste japonaise, personnalité de la télévision, et présentatrice au journal télévisé de la NHK.

## Famille et enfance
Udo est née dans la Préfecture de Kagoshima, au Japon, préfecture d'où viennent ses parents. Elle a vite déménagé à Osaka, où elle a grandi. Elle a étudié au Kobe Collège. Elle a été embauchée par NHK en 1991.
Ses passe-temps incluent la lecture, les voyages et la cuisine. Elle était aussi une bonne pratiquante de kendō: elle appartenait au club de kendo quand elle était au collège et au lycée.

## Carrière
Après quelques années comme journaliste sportive à la branche d'Osaka de la NHK, Udo s'installe à Tokyo et devient présentatrice au journal télévisé NHK News Ohayō Nippon en 1994. Elle a aussi travaillé pour les programmes Saturday Sports, Sunday Sports et pour le journal télévisé NHK News 10. Elle a ainsi participé à la couverture en direct d'événements sportifs comme les Jeux Olympiques.
Udo a servi de présentatrice principale pour le programme de musique annuel Kōhaku Uta Gassen de la NHK en 2001, 2002 et 2003.
En 2006, Udo anime un talk show l’après-midi "Studio Park kara Konnichiwa".
En juin 2007, Udo a été transférée à New York, en tant que correspondante. Elle y est restée environ deux ans et demi. Elle a été promue comme présentatrice principale en juin 2008.
De retour à Tokyo, Udo a été nommée comme l'un des principaux présentateurs de Asaichi en 2010 en compagnie de Yoshihiko Inohara, un membre des V6, l'un des plus populaires groupes pop du Japon. Destiné principalement aux femmes dans la quarantaine, le programme aborde une grande variété de thèmes, de la santé et l'argent aux problèmes d'infertilité, aux troubles de la ménopause et au problème des mariages sans sexe.
Udo a de nouveau présenté le Kōhaku Uta Gassen en 2012, 2013, 2014 et 2015.
NHK a annoncé qu'Udo et Inohara quittent Asaichi en mars 2018. Ils l'ont eux-mêmes déclaré dans Asaichi le 7 février.

## Livre
- Udouroku (Shinchosha, 2014)  (ISBN 978-4103366317).